# Zbigniew Szymański (lekarz)
Zbigniew Szymański (ur. 1 września 1938 w Lublinie, zm. 30 stycznia 2005 w Szczecinie) – polski naukowiec, lekarz, poseł na Sejm III kadencji.

## Życiorys
Studiował na Wydziale Lekarskim Pomorskiej Akademii Medycznej w Szczecinie, uzyskując dyplom lekarza w 1961. W 1970 otrzymał stopień doktora nauk medycznych, w 1992 został doktorem habilitowanym w zakresie endokrynologii. Przez około czterdzieści lat był pracownikiem naukowym w Pomorskiej Akademii Medycznej, w tym od 1972 w Instytucie Położnictwa i Ginekologii.
Działał w organizacjach katolickich i ruchach sprzeciwiających się aborcji. Od 1980 należał do „Solidarności”. W 1981 zainicjował powołanie w Szczecinie Towarzystwa Odpowiedzialnego Rodzicielstwa. W latach 1992–2001 pracował na Uniwersytecie Kardynała Stefana Wyszyńskiego na stanowisku profesora nadzwyczajnego. W latach 90. związany był ze Stowarzyszeniem Rodzin Katolickich, z rekomendacji tej organizacji w 1997 został z listy Akcji Wyborczej Solidarność posłem III kadencji. W 2001 nie ubiegał się o reelekcję.
Opublikował prace naukowe z zakresu medycyny, był także promotorem trzech prac doktorskich.
Pochowany został na cmentarzu Centralnym w Szczecinie (kwatera 107a).

## Publikacje
- Płodność i planowanie rodziny: kompendium dla pracowników służby zdrowia oraz instruktorów poradnictwa rodzinnego (red.), 2004.
- Wpływ gonadotropin na syntezę steroidów nadnerczowych, 1991.